# Rockchip RK3368
Le Rockchip RK3368 est un SoC d'architecture ARM produit par la société Fuzhou Rockchip et sorti au premier semestre 2015. C'est le premier processeur ARMv8 (ARM 64 bits) de la société.
Ses performances de calcul sont inférieures à celles du Rockchip RK3288 dans la majorité des benchmarks sur les premiers test. Le RK3288 utilise comme processeur quatre cœurs ARM Cortex-A17, les plus performants des processeurs 32 bits ARM, tandis que le Rockchip RK3368 utilise huit ARM Cortex-A53, les processeurs orientés basse consommation de la première architecture ARM 64 bits. Dans cette même première série 64 bits de Rockchip, le processeur Rockchip RK3399 s'oriente sur un mix des plus basses consommations (LITTLE), avec l'ARM Cortex-A53, et des hautes performances (big), avec l'ARM Cortex-A72, dans une architecture ARM big.LITTLE,.
Les caractéristiques de son GPU devrait lui permettre de supporter Vulkan, le successeur d'OpenGL unifiant OpenGL et OpenGL ES.
Il est supporté dans la branche principale du noyau Linux, à partir de la version 4.3. Au niveau de son architecture, il est très similaire au RK3288 dans sa gestion des périphériques, ce qui a permis un portage assez rapide du pilote du noyau Linux.

## Caractéristiques
Les caractéristiques sont :
- technologie de gravure : 28 nm HKMG
- CPU : 8 cœurs ARM Cortex-A53 (ARMv8) jusqu'à 1,5 GHz
- GPU :
  - PowerVR SGX6110 jusqu'à 600 Mhz (OpenGL 3.2, OpenGL ES 1.1/2.0/3.1, OpenCL, DirectX9.3)
  - Accélérateur géométrique 2D
- VPU/DSP : codec H.264, H.265 et VP8, décodage 4K 30 img/s en H.264 et 4K 10bits 60 img/s en H.265 ; il supporte d'autres codecs en 1080p à 60 img/s.
- Contrôleur de mémoire vive : DRAM 32-bit simple canal supportant les formats DDR3/DDR3L，LPDDR2 et LPDDR3.
- Contrôleur mémoire flash : Supporte MLC NAND, eMMC et SD 3.0.
- Format de la puce : BGA453 19X19, pitch de 0,8 mm